# Viddana (filme)
Viddana (em ucraniano: Віддана) é uma longa-metragem ucraniana baseada no romance Felix Austria da autora ucraniana Sofia Andrukhovych. O filme é um drama histórico que se passa no século XIX no Reino da Galícia e Lodoméria, uma parte do Império Austro-Húngaro. Estrelado por Marianna Januszewicz no papel principal como Stefania Czorneńko, o filme segue Stefania e a sua relação com Adele, com quem ela cresceu e agora trabalha como empregada doméstica. O filme usa a amizade e compreensão como um quadro para a desigualdade que é vista no plano de fundo ao longo do filme.
O filme é a estreia na direcção de Christina Sivolap e tem sido citado como uma das primeiras produções ucranianas com ambições europeias, com a sua fonte sendo traduzida para vários idiomas e o filme tentando atrair um público internacional através da cinematografia. As cantoras Tina Karol e Yulia Sanina, vocalista da banda The Hardkiss, colaboraram num dueto para criar uma parte da banda sonora do filme.